# عین العراک
عین العراک (به عربی: عين العراك) یک شهرداری‌های الجزایر در الجزایر است که در ناحیه ابیض سیدی شیخ واقع شده‌است.
 عین العراک  ۱٬۴۲۴ نفر جمعیت دارد.